# Trichomycterus latidens
Trichomycterus latidens är en fiskart som först beskrevs av Eigenmann, 1917.  Trichomycterus latidens ingår i släktet Trichomycterus och familjen Trichomycteridae. Inga underarter finns listade i Catalogue of Life.